# Walkin' Butterfly
『Walkin' Butterfly』（ウォーキン・バタフライ）は、たまきちひろによる日本の漫画、およびそれを原作としたテレビドラマ。なお、テレビドラマは『ウォーキン☆バタフライ』のタイトルで放送されている。

## 漫画
講談社の雑誌『Vanilla』にて連載開始。同誌廃刊後は角川クロスメディアの携帯電話サイト『モバイルウォーカー』内の電子コミック配信コンテンツである、「コミックWalker」に発表の場を移した。コミックスは「Ease comics」のレーベルで宙出版から全4巻が刊行されている。

## テレビドラマ
テレビ東京系列『ドラマ24』枠にて2008年7月11日から9月26日まで放送された。全12話。映画『フライング☆ラビッツ』と連動企画を行い、滝沢は映画とドラマに同じ役柄でレギュラー出演し、石原、高田、真木ら映画出演者も同じ役柄でゲスト出演した。
本作以降、テレビ東京の制作クレジット表記に“7ch デジタル”のロゴが追加される。

### キャスト

#### レギュラー
- 寅安ミチコ：中別府葵
- 三原航：鳥羽潤
- 水野樹：滝沢沙織 （映画『フライング☆ラビッツ』より）
- 錦野健一郎：北村栄基
- 鮫島いさお：小須田康人
- 石倉富美男：石井智也
- 幡多織子：よしこさん
- 鉢谷権造：原将明
- 寅安ナツミ：歌川椎子
- 北山馨：三浦真理子
- 多湖涼：とよた真帆

#### ゲスト
- 早瀬ゆかり：石原さとみ (Stage.1,10) （映画『フライング☆ラビッツ』より）
- 修理依頼の男：ザ・たっち (Stage.1)
- 相原芽久美：酒井彩名 (Stage.2,4,5) （映画『フライング☆ラビッツ』より）
- 河野雅美：加藤理恵 (Stage.4)
- 雅美の兄：つぶやきシロー (Stage.4)
- 早瀬ゆかり：渡辺有菜 (Stage.5,10)
- 林監督：高田純次 (Stage.7) （映画『フライング☆ラビッツ』より）
- パーティーの客：大島蓉子・松永博史
- 三原正幸：大石吾朗 - 航の父 (Stage.8,10)
- 三原勝則：岡本光太郎 - 航の兄 (Stage.6,8,10)
- 垣内千夏：真木よう子 (Stage.9) （映画『フライング☆ラビッツ』より）
- 富沢隆：大高洋夫 (Stage.9,10,12)
- 石垣香織：ジュワ (Stage.9,10,12) （映画『フライング☆ラビッツ』より）
- ：かっすん（チェリー☆パイ）(Stage.10)
- ：みほ（チェリー☆パイ）(Stage.5,10)
- 藤代敦子：堀内敬子 (Stage.11) （映画『フライング☆ラビッツ』より）
- ポール・ラガーキルト：パンツェッタ・ジローラモ (Stage.11,12)

### スタッフ
- 原作：たまきちひろ（『Walkin' Butterfly』、宙出版刊）
- 脚本：三浦有為子・岩村匡子・金井寛・酒井雅秋
- 監督：宮下健作・麻生学・木村ひさし・加藤伸一
- プロデューサー：岡部紳二・山鹿達也・槙哲也
- 音楽：Jirafa
- 制作：テレビ東京・ホリプロ・『ウォーキン☆バタフライ』製作委員会

### 主題歌
- オープニングテーマ：ghostnote 「精一杯、僕らの歌」
- エンディングテーマ：HI LOCKATION MARKETS 「今 吹く風」